# Федлимид мак Кайрпри Круймм
Федлимид мак Кайрпри Круймм (др.‑ирл. Feidlimid mac Coirpri Chruimm; вторая половина VI века) — король Мунстера в 580-х годах из рода Глендамнахских (Глендамайнских) Эоганахтов.

## Биография
Федлимид был одним из сыновей правителя Мунстера Кайрпре Кромма и Кумман. Владения этого рода в Раннее средневековье охватывали близлежащие с горам Галти территории. Резиденция правителей Глендамнахских Эоганахтов находилась в окрестностях современного Глануэрта.
Король Кайрпре Кромм скончался в 579 или 580 году. Его преемником стал Фергус Раздор из рода Эоганахтов из Айртир Хлиах, однако тот погиб уже в 583 году. О том, кто стал новым правителем Мунстера, в средневековых исторических источниках сообщаются разные сведения. По содержащимся в ирландских анналах и «Лейнстерской книге» свидетельствам, преемником короля Фергуса был Федлимид мак Тигернайг. В то же время в трактате «Laud Synchronisms» среди мунстерских правителей второй половины VI века назван Федлимид мак Кайрпри Круймм, владевший престолом семнадцать лет. По мнению современных историков, этом может свидетельствовать о том, что трактат был создан сторонниками Гландамнахтских Эоганахтов и, следовательно, может включать ряд малодостоверных сведений, призванных возвеличить представителей этого рода.
Дата смерти Федлимида мак Кайрпри Круймма не известна. По свидетельству анналов, Федлимид мак Тигернайг скончался в 590 или в 593 году. После этого сведения о монархах Мунстера в средневековых источниках отсутствуют вплоть до 596 года, когда упоминается о правлении этим королевством братьев Гарбана мак Эндая и Амалгайда мак Эндая из рода Эоганахтов из Айне.